# Јагода (име)
Јагода је родно неутрално име и женско име. Нарочито је уобичајено у Пољској и Хрватској.
Јагода је родно неутрално презиме и на Шри Ланки. Његов изговор се разликује од европских изговора.

## Особе
- Јагода Калопер (1947–2016), хрватска сликарка
- Јагода Трухелка (1864–1957), југословенска књижевница и педагогиња